# Lizzie Mayland

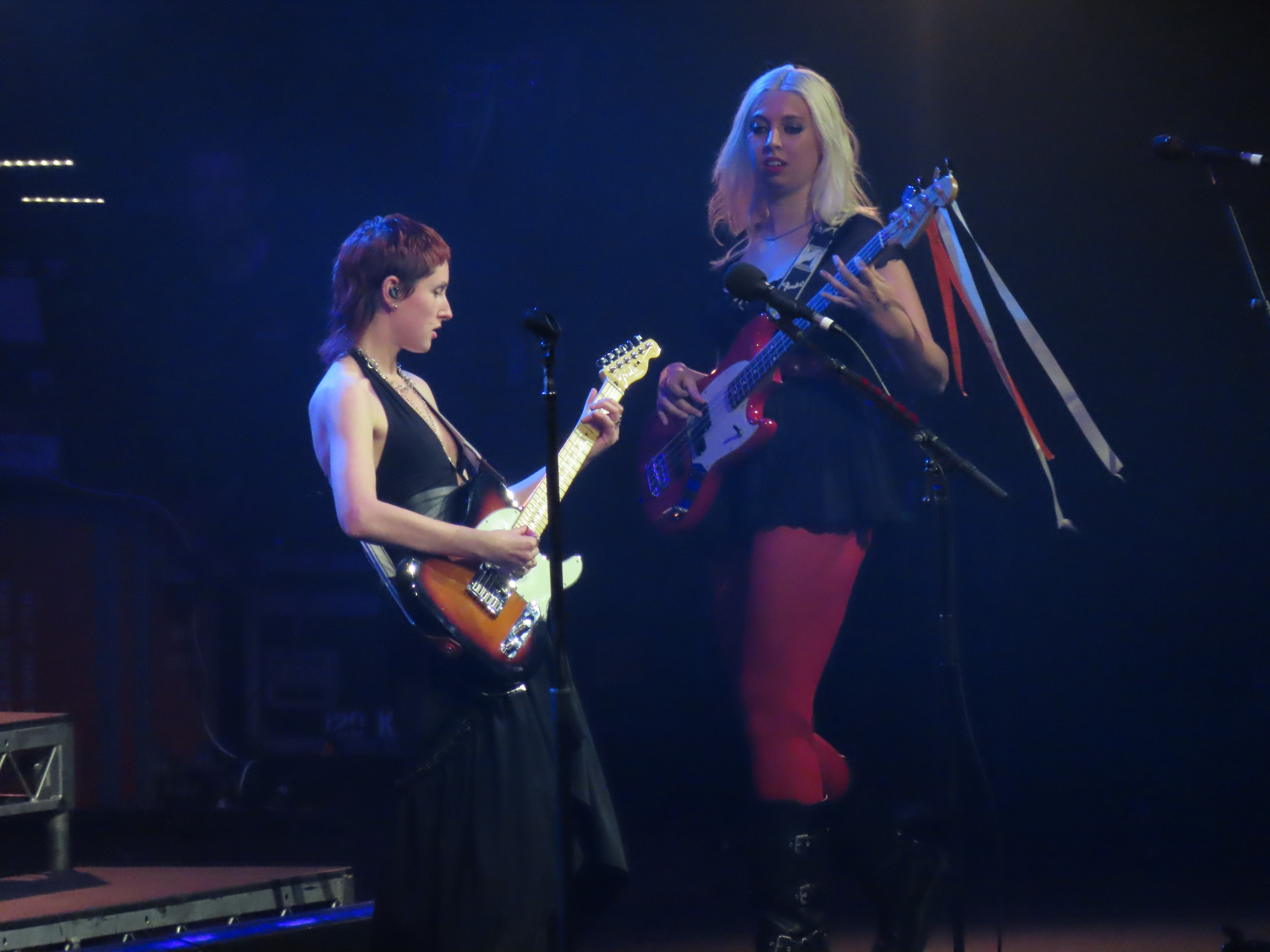
Lizzie Mayland (links) und Georgia Davies

Lizzie Louise Mayland (* 31. Januar 1999) ist eine britische Musikerin, bekannt als Gitarristin und Sängerin in der Band The Last Dinner Party. Deren Stil ist beeinflusst von Künstlern wie Amy Winehouse und Johnny Marr.

## Leben
Elizabeth Louise Mayland wuchs in Yorkshire auf. Maylands Erziehung war sehr katholisch geprägt, was dey als sehr isolierend beschrieb. Diese Erfahrung beeinflusste später deren Texte, vor allem den Song Sinner. Inspiriert durch Amy Winehouse fing Mayland parallel zur Gründung von The Last Dinner Party an Gitarre zu spielen.
Lizzie Mayland labelt sich als nicht-binär.

### Karriere
Mayland traf die späteren Bandmitglieder Georgia Davies und Abigail Morris während der Kennenlernwoche am King’s College London. Obwohl Mayland ursprünglich dort eingeschrieben war, erfolgte später ein Wechsel an die Goldsmiths, University of London, um dort der Leidenschaft für Musik nachzugehen. Während der College-Zeit trug Mayland zur Gründung der Band The Dinner Party bei, welche sich später zu The Last Dinner Party entwickelte.
Als Gitarristin bezieht Mayland Inspiration von Künstlern wie Johnny Marr und Mac DeMarco. The Killer ist eines deren Lieblingslieder, um es auf der Bühne darzubieten.
Am 9. Mai 2025 veröffentlichte Mayland eine eigene Debüt-EP mit dem Titel The Slow Fire of Sleep unter dem Künstlernamen L.Mayland.